# Ski de fond aux Jeux olympiques de 2014 – Sprint femmes
Navigation
Vancouver 2010 Pyeongchang 2018
L'épreuve féminine de sprint de ski de fond des Jeux olympiques d'hiver de 2014 a eu lieu le 11 février 2014 au complexe de ski de fond et de biathlon Laura. 
La gagnante est la fondeuse norvégienne Maiken Caspersen Falla avec un temps de 2:35,49.

## Médaillées
| Or                             | Argent                           | Bronze                |
| Maiken Caspersen Falla Norvège | Ingvild Flugstad Østberg Norvège | Vesna Fabjan Slovénie |

## Résultats
Q — qualifié pour le tour suivant
LL — lucky loser
PF — photo finish

### Qualifications
| Rang | Dossard | Athlète                    | Nationalité        | Temps         | Retard   | Note |
| ---- | ------- | -------------------------- | ------------------ | ------------- | -------- | ---- |
| 1    | 5       | Maiken Caspersen Falla     | Norvège            | 2 min 32 s 07 | —        | Q    |
| 2    | 6       | Katja Višnar               | Slovénie           | 2 min 32 s 47 | +0 s 40  | Q    |
| 3    | 21      | Marit Bjørgen              | Norvège            | 2 min 33 s 17 | +1 s 10  | Q    |
| 4    | 15      | Vesna Fabjan               | Slovénie           | 2 min 34 s 13 | +2 s 06  | Q    |
| 5    | 18      | Ida Ingemarsdotter         | Suède              | 2 min 34 s 16 | +2 s 09  | Q    |
| 6    | 22      | Ingvild Flugstad Østberg   | Norvège            | 2 min 34 s 18 | +2 s 11  | Q    |
| 7    | 10      | Astrid Uhrenholdt Jacobsen | Norvège            | 2 min 35 s 00 | +2 s 93  | Q    |
| 8    | 24      | Denise Herrmann            | Allemagne          | 2 min 35 s 11 | +3 s 04  | Q    |
| 9    | 19      | Sophie Caldwell            | États-Unis         | 2 min 35 s 18 | +3 s 11  | Q    |
| 10   | 13      | Stina Nilsson              | Suède              | 2 min 35 s 37 | +3 s 30  | Q    |
| 11   | 1       | Anne Kyllönen              | Finlande           | 2 min 35 s 57 | +3 s 50  | Q    |
| 12   | 14      | Jessica Diggins            | États-Unis         | 2 min 35 s 64 | +3 s 57  | Q    |
| 13   | 23      | Gaia Vuerich               | Italie             | 2 min 35 s 81 | +3 s 74  | Q    |
| 14   | 25      | Alenka Čebašek             | Slovénie           | 2 min 35 s 94 | +3 s 87  | Q    |
| 15   | 8       | Britta Johansson Norgren   | Suède              | 2 min 35 s 98 | +3 s 91  | Q    |
| 16   | 17      | Greta Laurent              | Italie             | 2 min 36 s 30 | +4 s 23  | Q    |
| 17   | 27      | Nika Razinger              | Slovénie           | 2 min 36 s 55 | +4 s 48  | Q    |
| 18   | 11      | Kikkan Randall             | États-Unis         | 2 min 36 s 67 | +4 s 60  | Q    |
| DSQ  | 12      | Evgenia Shapovalova        | Russie             | 2 min 37 s 03 | +4 s 96  | Q    |
| 20   | 16      | Laurien Van Der Graaff     | Suisse             | 2 min 37 s 84 | +5 s 77  | Q    |
| 21   | 30      | Aurore Jéan                | France             | 2 min 37 s 96 | +5 s 89  | Q    |
| DSQ  | 31      | Anastasia Dotsenko         | Russie             | 2 min 38 s 14 | +6 s 07  | Q    |
| 23   | 36      | Perianne Jones             | Canada             | 2 min 38 s 63 | +6 s 56  | Q    |
| 24   | 28      | Mari Laukkanen             | Finlande           | 2 min 39 s 06 | +6 s 99  | Q    |
| 25   | 46      | Petra Novaková             | République tchèque | 2 min 39 s 44 | +7 s 37  | Q    |
| 26   | 2       | Ida Sargent                | États-Unis         | 2 min 39 s 80 | +7 s 73  | Q    |
| 27   | 26      | Daria Gaiazova             | Canada             | 2 min 40 s 04 | +7 s 97  | Q    |
| 28   | 4       | Mona-Lisa Malvalehto       | Finlande           | 2 min 40 s 08 | +8 s 01  | Q    |
| 29   | 9       | Natalia Matveeva           | Russie             | 2 min 40 s 15 | +8 s 08  | Q    |
| 30   | 20      | Hanna Kolb                 | Allemagne          | 2 min 40 s 17 | +8 s 10  | Q    |
| 31   | 32      | Lucia Anger                | Allemagne          | 2 min 40 s 22 | +8 s 15  |      |
| 32   | 39      | Ilaria Debertolis          | Italie             | 2 min 40 s 29 | +8 s 22  |      |
| 32   | 43      | Man Dandan                 | Chine              | 2 min 40 s 29 | +8 s 22  |      |
| 34   | 55      | Maryna Antsybor            | Ukraine            | 2 min 40 s 55 | +8 s 48  |      |
| 35   | 35      | Claudia Nystad             | Allemagne          | 2 min 41 s 13 | +9 s 06  |      |
| 36   | 37      | Marion Buillet             | France             | 2 min 41 s 30 | +9 s 23  |      |
| 37   | 33      | Riikka Sarasoja-Lilja      | Finlande           | 2 min 41 s 55 | +9 s 48  |      |
| 38   | 38      | Karolina Grohová           | République tchèque | 2 min 41 s 75 | +9 s 68  |      |
| 39   | 29      | Alena Procházková          | Slovaquie          | 2 min 41 s 95 | +9 s 88  |      |
| 40   | 34      | Célia Aymonier             | France             | 2 min 42 s 57 | +10 s 50 |      |
| 41   | 40      | Agnieszka Szymanczak       | Pologne            | 2 min 43 s 06 | +10 s 99 |      |
| 42   | 44      | Rosamund Musgrave          | Grande-Bretagne    | 2 min 43 s 31 | +11 s 24 |      |
| 43   | 41      | Heidi Widmer               | Canada             | 2 min 43 s 36 | +11 s 29 |      |
| 44   | 42      | Chandra Crawford           | Canada             | 2 min 43 s 59 | +11 s 52 |      |
| 45   | 57      | Kateryna Serdiouk          | Ukraine            | 2 min 44 s 12 | +12 s 05 |      |
| 46   | 54      | Elena Kolomina             | Kazakhstan         | 2 min 46 s 37 | +14 s 30 |      |
| 47   | 47      | Valiantsina Kaminskaya     | Biélorussie        | 2 min 46 s 76 | +14 s 69 |      |
| 48   | 45      | Triin Ojaste               | Estonie            | 2 min 47 s 07 | +15 s 00 |      |
| 49   | 62      | Timea Sara                 | Roumanie           | 2 min 48 s 16 | +16 s 09 |      |
| 50   | 50      | Irina Khazova              | Russie             | 2 min 48 s 64 | +16 s 57 |      |
| 51   | 52      | Li Hongxue                 | Chine              | 2 min 48 s 72 | +16 s 65 |      |
| 52   | 3       | Hanna Erikson              | Suède              | 2 min 48 s 83 | +16 s 76 |      |
| 53   | 48      | Nathalie Schwarz           | Autriche           | 2 min 49 s 54 | +17 s 47 |      |
| 54   | 60      | Teodora Malcheva           | Bulgarie           | 2 min 49 s 66 | +17 s 59 |      |
| 55   | 58      | Daniela Kotschová          | Slovaquie          | 2 min 49 s 81 | +17 s 74 |      |
| 56   | 49      | Esther Bottomley           | Australie          | 2 min 50 s 54 | +18 s 47 |      |
| 57   | 53      | Tatyana Ossipova           | Kazakhstan         | 2 min 51 s 44 | +19 s 37 |      |
| 58   | 51      | Marina Lisogor             | Ukraine            | 2 min 53 s 22 | +21 s 15 |      |
| 59   | 56      | Inga Daushkane             | Lettonie           | 2 min 53 s 90 | +21 s 83 |      |
| 60   | 67      | Antoniya Grigorova-Burgova | Bulgarie           | 2 min 54 s 31 | +22 s 24 |      |
| 61   | 59      | Vedrana Malec              | Croatie            | 2 min 54 s 60 | +22 s 53 |      |
| 62   | 61      | Ingrida Musteikienė        | Lituanie           | 2 min 55 s 24 | +23 s 17 |      |
| 63   | 7       | Sylwia Jaśkowiec           | Pologne            | 3 min 01 s 21 | +29 s 14 |      |
| 64   | 65      | Panayióta Tsakíri          | Grèce              | 3 min 02 s 75 | +30 s 68 |      |
| 65   | 63      | Jaqueline Mourão           | Brésil             | 3 min 02 s 83 | +30 s 76 |      |
| 66   | 64      | Agnes Simon                | Hongrie            | 3 min 04 s 72 | +32 s 65 |      |
| 67   | 66      | Kelime Çetinkaya           | Turquie            | 3 min 05 s 00 | +32 s 93 |      |

### Quarts de finale
| Rang | Dossard | Athlète                | Nationalité | Temps         | Retard  | Note |
| ---- | ------- | ---------------------- | ----------- | ------------- | ------- | ---- |
| 1    | 1       | Maiken Caspersen Falla | Norvège     | 2 min 33 s 23 | —       | Q    |
| 2    | 10      | Stina Nilsson          | Suède       | 2 min 34 s 01 | +0 s 78 | Q    |
| 3    | 21      | Aurore Jéan            | France      | 2 min 35 s 55 | +2 s 32 | LL   |
| 4    | 11      | Anne Kyllönen          | Finlande    | 2 min 37 s 07 | +3 s 84 |      |
| 5    | 20      | Laurien Van Der Graaff | Suisse      | 2 min 37 s 95 | +4 s 72 |      |
| 6    | 30      | Hanna Kolb             | Allemagne   | 2 min 38 s 43 | +5 s 20 |      |

| Rang | Dossard | Athlète                    | Nationalité | Temps         | Retard  | Note |
| ---- | ------- | -------------------------- | ----------- | ------------- | ------- | ---- |
| 1    | 7       | Astrid Uhrenholdt Jacobsen | Norvège     | 2 min 37 s 01 | —       | Q    |
| 2    | 4       | Vesna Fabjan               | Slovénie    | 2 min 37 s 22 | +0 s 21 | Q    |
| 3    | 24      | Mari Laukkanen             | Finlande    | 2 min 37 s 48 | +0 s 47 |      |
| 4    | 14      | Alenka Čebašek             | Slovénie    | 2 min 37 s 69 | +0 s 68 |      |
| 5    | 27      | Daria Gaiazova             | Canada      | 2 min 40 s 45 | +3 s 44 |      |
| 6    | 17      | Nika Razinger              | Slovénie    | 2 min 43 s 61 | +6 s 60 |      |

| Rang | Dossard | Athlète                  | Nationalité        | Temps         | Retard   | Note  |
| ---- | ------- | ------------------------ | ------------------ | ------------- | -------- | ----- |
| 1    | 6       | Ingvild Flugstad Østberg | Norvège            | 2 min 36 s 62 | —        | Q, PF |
| 2    | 5       | Ida Ingemarsdotter       | Suède              | 2 min 36 s 64 | +0 s 02  | Q, PF |
| 3    | 15      | Britta Johansson Norgren | Suède              | 2 min 37 s 86 | +1 s 24  |       |
| 4    | 26      | Ida Sargent              | États-Unis         | 2 min 39 s 05 | +2 s 43  |       |
| 5    | 25      | Petra Novaková           | République tchèque | 2 min 47 s 52 | +10 s 90 |       |
| 6    | 16      | Greta Laurent            | Italie             | 2 min 52 s 07 | +15 s 45 |       |

| Rang | Dossard | Athlète               | Nationalité | Temps         | Retard  | Note |
| ---- | ------- | --------------------- | ----------- | ------------- | ------- | ---- |
| 1    | 2       | Katja Višnar          | Slovénie    | 2 min 36 s 45 | —       | Q    |
| 2    | 9       | Sophie Caldwell       | États-Unis  | 2 min 37 s 21 | +0 s 76 | Q    |
| 3    | 12      | Jessica Diggins       | États-Unis  | 2 min 38 s 06 | +1 s 61 |      |
| 4    | 29      | Natalya Matveyeva     | Russie      | 2 min 38 s 66 | +2 s 21 |      |
| DSQ  | 22      | Anastasia Dotsenko    | Russie      | 2 min 38 s 83 | +2 s 38 | PF   |
| DSQ  | 19      | Yevgeniya Shapovalova | Russie      | 2 min 38 s 83 | +2 s 38 | PF   |

| Rang | Dossard | Athlète              | Nationalité | Temps         | Retard  | Note |
| ---- | ------- | -------------------- | ----------- | ------------- | ------- | ---- |
| 1    | 8       | Denise Herrmann      | Allemagne   | 2 min 34 s 87 | —       | Q    |
| 2    | 3       | Marit Bjørgen        | Norvège     | 2 min 35 s 42 | +0 s 55 | Q    |
| 3    | 13      | Gaia Vuerich         | Italie      | 2 min 35 s 65 | +0 s 78 | LL   |
| 4    | 18      | Kikkan Randall       | États-Unis  | 2 min 35 s 70 | +0 s 83 |      |
| 5    | 23      | Perianne Jones       | Canada      | 2 min 38 s 66 | +3 s 79 |      |
| 6    | 28      | Mona-Lisa Malvalehto | Finlande    | 2 min 41 s 20 | +6 s 33 |      |

### Demi-finales
| Rang | Dossard | Athlète                    | Nationalité | Temps         | Retard  | Note   |
| ---- | ------- | -------------------------- | ----------- | ------------- | ------- | ------ |
| 1    | 1       | Maiken Caspersen Falla     | Norvège     | 2 min 35 s 80 | —       | Q      |
| 2    | 4       | Vesna Fabjan               | Slovénie    | 2 min 36 s 02 | +0 s 22 | Q, PF  |
| 3    | 5       | Ida Ingemarsdotter         | Suède       | 2 min 36 s 05 | +0 s 25 | LL, PF |
| 4    | 7       | Astrid Uhrenholdt Jacobsen | Norvège     | 2 min 36 s 32 | +0 s 52 | LL     |
| 5    | 10      | Stina Nilsson              | Suède       | 2 min 36 s 42 | +0 s 62 |        |
| 6    | 21      | Aurore Jéan                | France      | 2 min 38 s 28 | +2 s 48 |        |

| Rang | Dossard | Athlète                  | Nationalité | Temps         | Retard   | Note  |
| ---- | ------- | ------------------------ | ----------- | ------------- | -------- | ----- |
| 1    | 6       | Ingvild Flugstad Østberg | Norvège     | 2 min 36 s 66 | —        | Q, PF |
| 2    | 9       | Sophie Caldwell          | États-Unis  | 2 min 36 s 67 | +0 s 01  | Q, PF |
| 3    | 13      | Gaia Vuerich             | Italie      | 2 min 36 s 87 | +0 s 21  |       |
| 4    | 8       | Denise Herrmann          | Allemagne   | 2 min 36 s 94 | +0 s 28  |       |
| 5    | 2       | Katja Višnar             | Slovénie    | 2 min 37 s 76 | +1 s 10  |       |
| 6    | 3       | Marit Bjørgen            | Norvège     | 2 min 52 s 27 | +15 s 61 |       |

### Finale
La finale a lieu à 14:29.
| Rang                                | Dossard | Athlète                    | Nationalité | Temps         | Retard   | Note |
| ----------------------------------- | ------- | -------------------------- | ----------- | ------------- | -------- | ---- |
| Médaille d'or, Jeux olympiques      | 1       | Maiken Caspersen Falla     | Norvège     | 2 min 35 s 49 | —        |      |
| Médaille d'argent, Jeux olympiques  | 6       | Ingvild Flugstad Østberg   | Norvège     | 2 min 35 s 87 | +0 s 38  | PF   |
| Médaille de bronze, Jeux olympiques | 4       | Vesna Fabjan               | Slovénie    | 2 min 35 s 89 | +0 s 40  | PF   |
| 4                                   | 7       | Astrid Uhrenholdt Jacobsen | Norvège     | 2 min 37 s 31 | +1 s 82  |      |
| 5                                   | 5       | Ida Ingemarsdotter         | Suède       | 2 min 42 s 04 | +6 s 55  |      |
| 6                                   | 9       | Sophie Caldwell            | États-Unis  | 2 min 47 s 75 | +12 s 26 |      |